# Garrigatitan
Garrigatitan meridionalis
Genre
Espèce
Garrigatitan est un genre de dinosaure titanosaurien mesurant environ 15 m retrouvé en 2009 dans la formation de « grès à reptiles » de Velaux (13) France, datant de la fin du Crétacé (vers -75 Ma)

## Description
Le genre est monotypique avec une seule espèce connue : Garrigatitan meridionalis. La longueur subadulte est estimée de l'ordre de 4 à 6 mètres, tandis que la longueur adulte est estimée de 12 à 16 m.

## Étymologie
Garrigatitan signifie « géant de la garrigue », en référence à un type de végétation méditerranéenne caractérisée par des arbustes résistants à la sécheresse ; meridionalis signifie « du sud ».

## Découverte
Entre 2009 et 2012, des fouilles ont été menées sur le site de la Bastide Neuve à Velaux par l'association Palaios et l'Université de Poitiers. Lors des fouilles, l'holotype de Garrigatitan a été découvert et des restes d'Atsinganosaurus velauciensis étaient également présents.
En 2020, l'espèce type Garrigatitan meridionalis a été nommée et décrite par Verónica Díez Díaz, Géraldine Garcia, Xabier Pereda Suberbiola, Benjamin Jentgen-Ceschino, Koen Stein, Pascal Godefroit et Xavier Valentin. L'holotype, MMS / VBN.09.17, a été trouvé dans une couche de grès du Bégudien, le deuxième niveau de la deuxième série, datant du Campanien tardif. Il s'agit d'un sacrum appartenant à un individu immature.
En outre, un certain nombre d'autres fossiles ont été attribués à l'espèce. Cela concerne les échantillons MMS / VBN.02.99 : une vertèbre cervicale ; MMS / VBN.09.A.016 et MMS / VBN.09.47 : deux humérus ; MMS / VBN.12B.12a : un os iliaque gauche et MMS / VBN.12B.12b : un os ischiatique droit. De plus, les fossiles ont été attribués sous réserve. Il s'agissait des spécimens MMS / VBN.12B.011 : une colonne vertébrale ; MMS / VBN.12.82: un humérus droit ; MMS.VBN.09.A.017 : partie de la jambe droite et MMS / VBN.00.13 : un fémur gauche. Les spécimens attribués proviennent du troisième niveau de la deuxième série. Les fossiles ont été trouvés dans une lentille d'une superficie de 375 mètres carrés et d'une épaisseur de 1,2 mètre. Ils n'étaient pas associés et représentent vraisemblablement des individus différents et font tous partie de la collection du Moulin seigneurial de Velaux.